# Rudenka, Iemilciîne
Rudenka (în ucraineană Руденька) este un sat în așezarea urbană Iemilciîne din raionul Iemilciîne, regiunea Jîtomîr, Ucraina.

## Demografie
Componența lingvistică a localității Rudenka
     Ucraineană (97,37%)
     Rusă (2,63%)
Conform recensământului din 2001, majoritatea populației localității Rudenka era vorbitoare de ucraineană (97,37%), existând în minoritate și vorbitori de rusă (2,63%).